# James De La Montanya
James De La Montanya (* 20. März 1798 in New York City; † 29. April 1849 ebenda) war ein US-amerikanischer Politiker. Zwischen 1839 und 1841 vertrat er den Bundesstaat New York im US-Repräsentantenhaus.

## Werdegang
James De La Montanya wurde Ende des 18. Jahrhunderts in New York City geboren und wuchs dort auf. Er lebte dann in Haverstraw und war in den Jahren 1832 und 1833 Town Supervisor dort. Darüber hinaus saß er 1833 in der New York State Assembly. Politisch gehörte er der Demokratischen Partei an. Bei den Kongresswahlen des Jahres 1838 wurde er im zweiten Wahlbezirk von New York in das US-Repräsentantenhaus in Washington, D.C. gewählt, wo er am 4. März 1839 die Nachfolge von Abraham Vanderveer antrat. Da er im Jahr 1840 auf eine erneute Kandidatur verzichtete, schied er nach dem 3. März 1841 aus dem Kongress aus. Er starb ungefähr ein Jahr nach dem Ende des Mexikanisch-Amerikanischen Krieges am 29. April 1849 in New York City und wurde auf dem Friedhof der Familie Barnes in Stony Point beigesetzt.